# Никола Тодоров (северномакедонски политик)
Вижте пояснителната страница за други личности с името Никола Тодоров.
Никола Тодоров (на македонска литературна норма: Никола Тодоров) е политик от Северна Македония.

## Биография
Роден е на 7 януари 1979 година в град Скопие. Между 1994 и 1997 година учи в Икономическо-правното училище „Васил Антевски Дрен“ в Скопие. През 2002 година завършва гражданско право в Юридическия факултет на Скопския университет. На 10 юли 2009 година става министър на образованието и науката. От юли 2011 до края на май 2017 е министър на здравеопазването в кабинетите на Никола Груевски и Емил Димитриев..
През 2017 г. се отказва от активната политика, а през 2018 г. подкрепя гласуването в референдума за членство в НАТО и ЕС и за приемане на Преспанския договор с Гърция. Заради различното си мнение на 22 октомври 2018 г. ръководството на ВМРО-ДПМНЕ начело с Християн Мицкоски го изключва от партията.